# 78e régiment d'infanterie (France)

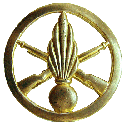
Insigne de béret de l'infanterie

Le 78e régiment d'infanterie (78e RI) est un régiment d'infanterie de l'Armée de terre française, à double héritage, créé sous la Révolution à partir du régiment de Penthièvre, un régiment français d'Ancien Régime, et du 3e régiment d'infanterie légère formé à partir des chasseurs royaux corses.

## Création et différentes dénominations
Le 78e régiment d'infanterie a la particularité, comme tous les régiments d’infanterie portant un numéro entre le 76e et le 99e, d'être l'héritier des traditions de deux régiments qui sont les 78e et le 3e d'infanterie légère.
- 1er janvier 1791 : à la Révolution, tous les régiments prennent un nom composé du nom de leur arme avec un numéro d'ordre donné selon leur ancienneté. Le régiment de Penthièvre devient le 78e régiment d'infanterie de ligne (ci-devant de Penthièvre) ;
- 1793 : La 78e demi-brigade de première formation n'a pas été formée
- 12 septembre 1796 : reformé en tant que 76e demi-brigade de deuxième formation
- 24 septembre 1803 :  renommé 78e régiment d'infanterie de ligne
- 16 juillet 1815 : comme l'ensemble de l'armée napoléonienne, il est licencié à la Seconde Restauration.
- 1820 : Lors de la réorganisation des corps d'infanterie français en 1820, le 78e régiment d'infanterie de ligne n'est pas créé et le no 78 disparait jusqu'en 1854.
- En 1854, l'infanterie légère est transformée, et ses régiments sont convertis en unités d'infanterie de ligne, prenant les numéros de 76 à 100. Le 3e régiment d'infanterie légère prend le nom de 78e régiment d'infanterie de ligne.

## Colonels/Chef de brigade
- 1792 : colonel Jean Daniel Pinet de Borde-Desforêts (*)
- 1800 : chef de brigade Louis Bertrand de Sivray (*)
- 1814 : colonel Dominique Pierre Cambriels (*)
- 1847 - 1848 : colonel François Certain de Canrobert
- -1857- : Colonel Marie Auguste Roland Le Vassor Sorval (Général de brigade le 26 mai 1859)
- 1865 - 1868 : colonel Joseph Bordes de Parfondry
- 1868 - 1870 : colonel Adrien Alexandre Adolphe de Carrey de Bellemare
- 1901 - 1906 : colonel César Poilleux
- 1914 : colonel Arlabosse[1]
- 1939 : lieutenant-colonel Pujol

## Historique des garnisons, combats et batailles du78eRI
Le 1er bataillon du 78e régiment d'infanterie participe les 15 et 16 octobre 1793 à la bataille de Wattignies et se bat près de la ferme du château dans le centre du village et qui portera en 1893 le nom de Wattignies la victoire. Des boutons numérotés "78" ont été retrouvés près de la ferme du château indiquant la présence de ce régiment lors des combats.

### Ancien Régime

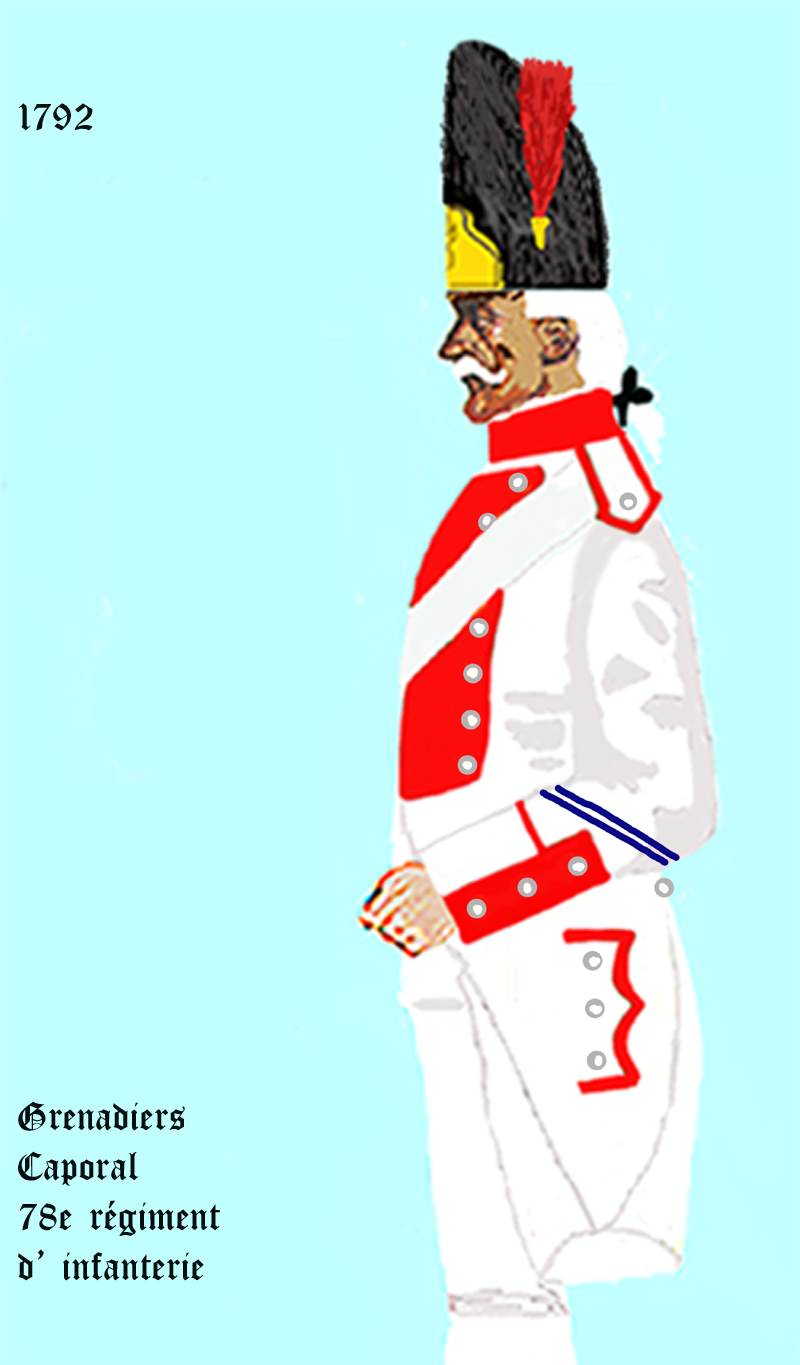
Uniforme du régiment à la suite du décret d'application du 15 janvier 1792

1684 : création
1737 : régiment de Penthiévre

### Guerres de la Révolution et de l'Empire

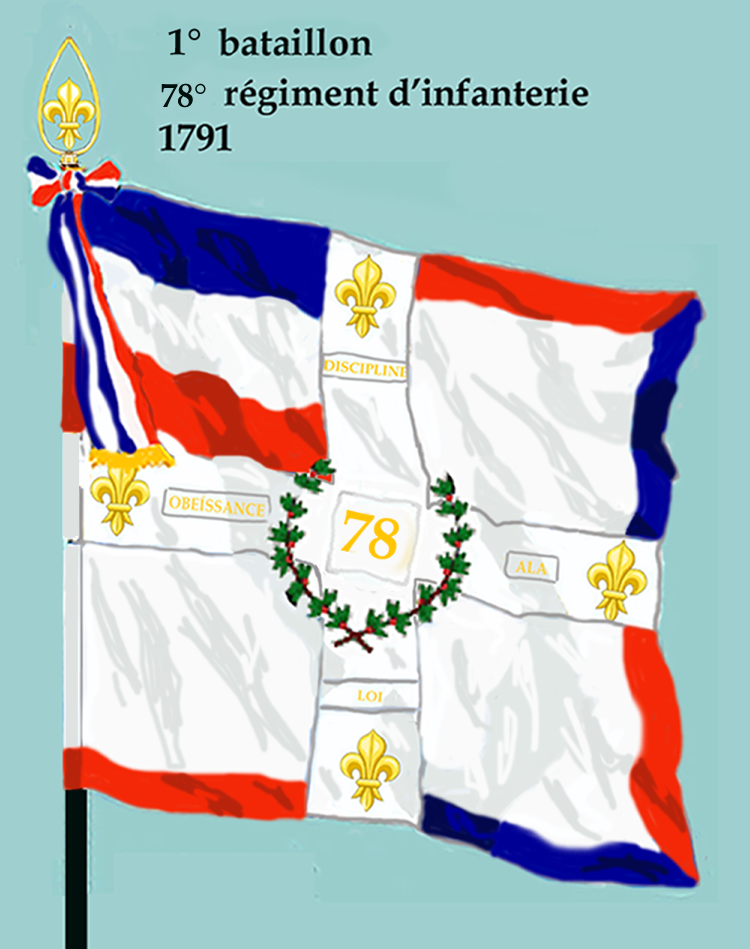
Drapeau du 1er bataillon du 78e régiment d'infanterie de ligne de 1791 à 1793
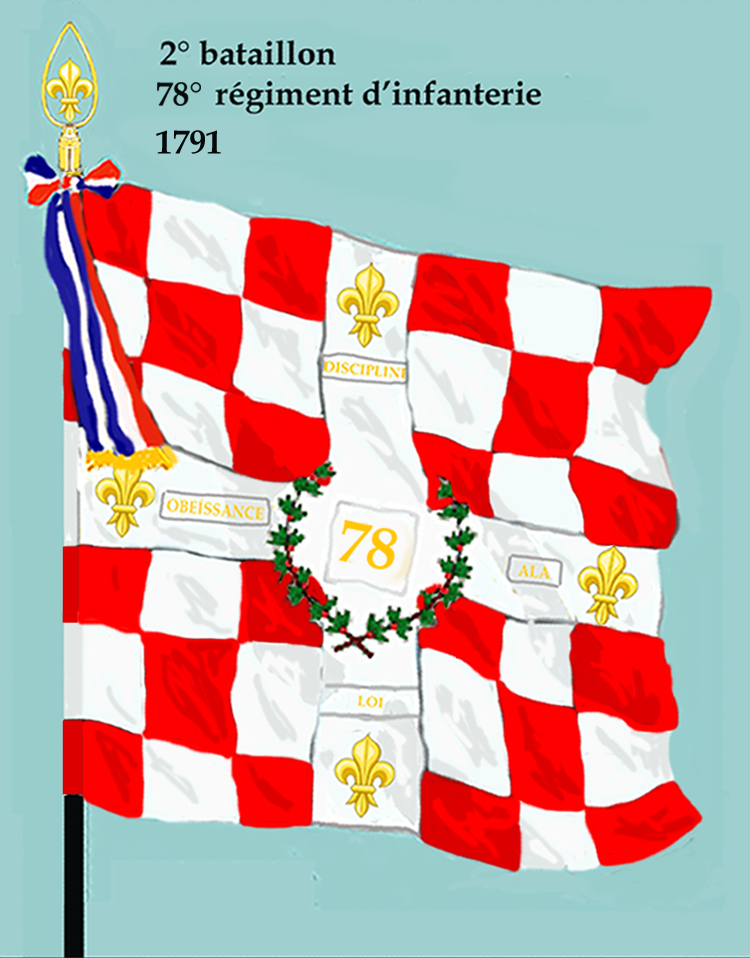
Drapeau du 2e bataillon du 78e régiment d'infanterie de ligne de 1791 à 1793

- 1792 :
  - Bataille de Jemappes
- An 2, soit 1793
  - Guerre de Vendée, Armée des côtes de La Rochelle, Armée du Nord, bataille de Wattignies 15 et 16 octobre 1793
- An VI
  - Armée de Rhin-et-Moselle
- 1805
- 2 décembre : Bataille d'Austerlitz
- 1813 : Campagne d'Allemagne
  - 16-19 octobre : Bataille de Leipzig

### 1815 à 1852
3e régiment d'infanterie légère
- Insurrection républicaine à Paris en juin 1832
- Le 3e régiment d'infanterie légère est mobilisé dans le cadre de la conquête de l'Algérie.
- 1844 : bataille d'Isly

### Second Empire
Le décret du 24 octobre 1854 réorganise les régiments d'infanterie légère de l'armée française. À cet effet le 3e régiment d'infanterie légère prend le numéro 78 et devient le 78e régiment d'infanterie de ligne.

### 1870 à 1914
- guerre franco-allemande de 1870
  - Bataille de Frœschwiller-Wœrth
  - Le 30 novembre 1870 le 4e bataillon du 78e régiment d'infanterie de ligne qui composait le 47e régiment de marche est engagé dans le second combat de Boiscommun.
  - Le 9 janvier 1871, le 4e bataillon du 78e régiment d'infanterie de ligne qui composait le 47e régiment de marche est engagé dans la bataille de Villersexel

Lors de la réorganisation des corps d'infanterie de 1887, le régiment fournit un bataillon pour former le 157e régiment d'infanterie

### Première Guerre mondiale
- En 1914, casernement : Limoges, Guéret, 45e brigade d'infanterie ; 23e division d'infanterie d'août 1914 à novembre 1918 ; 12e corps d'armée.Caserne de la Visitation (Limoges)

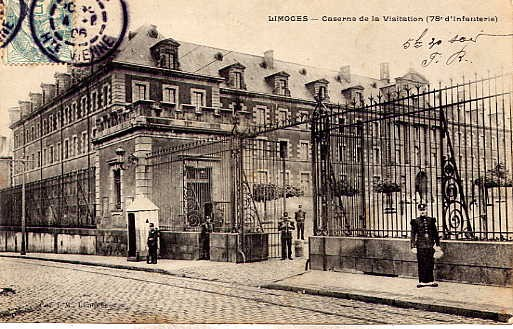
Caserne de la Visitation (Limoges)

#### 1914
- 6 août à la frontière belge, à Varennes (Somme), Stenay, Florenville et Pouilly (Moselle).
- 22 août dans les Ardennes, à Recogne, Libramont, Izel (Belgique), Chiny et Straimont.
- 26 août le régiment repasse la Meuse.
- 28 août, attaque au bois de Gerfaux. Les pertes sont très lourdes, le commandant Médéric Gaudriault, les capitaines Remlinger, Maratuel et Meulet, 21 officiers, 48 sous-officiers, 835 caporaux et soldats.
- 30 août, retraite à Braux-le-petit.
- septembre Première bataille de la Marne.
- 4 septembre, à Marson.
- 5 septembre, à Brandonvillers.
- 7 septembre, à Humbauville. (côte 184)
- 25 septembre, vers Reims, à Saint-Léonard.
- 21 décembre, vers Jonchery.

#### 1915
- Offensives en Artois.
- 3 avril, Regnéville-en-Haye côte 323.
- 13 avril, attaque des tranchées allemandes au nord de Flirey.

#### 1916
- D'août 1915 à mars, secteur de l'Artois, dans le secteur "le labyrinthe" les pertes : 23 officiers et 916 hommes de troupe.
- 7 avril, Bataille de Verdun, "côte du Poivre ".
- juin, au repos vers Soissons.
- novembre, le secteur de Biaches dans la Somme.

#### 1917
- janvier, au repos.
- février à août, en Champagne sur les pentes de la butte de Souain.
- 3 octobre, dernier combat en France.
- 12 décembre, Accident ferroviaire de Saint-Michel-de-Maurienne, 350 rescapés et 675 morts.

#### 1918
- Offensives sur le front Italien.
- février, secteur de Pederobba, les rives du Piave et le Monte-Tomba.
- août-septembre, secteur sur l'Altipiano et au mont Sprunck.
- 27 octobre, à Pederobba, attaque sur Segusino.
- 1er novembre, à Cavrera.

Le régiment reste en Italie jusqu'en juillet 1919.

### Seconde Guerre mondiale
Formé le 9 septembre 1939 sous les ordres du lieutenant-colonel Pujol, il appartient à la 24e division d'infanterie. Région militaire, centre mobilisateur d'infanterie, réserve A RI type NE, il est mis sur pied par le centre mobilisateur d'infanterie no 93.

## Drapeau
Il porte, cousues en lettres d'or dans ses plis, les inscriptions suivantes :
- Valmy 1792
- Gênes 1800
- Wagram 1809
- Isly 1844
- Solférino 1859
- Woëvre 1915
- Verdun 1916
- Piave 1918

## Décorations
Sa cravate est décorée de la Croix de guerre 1914-1918  avec deux citations à l'ordre de l'armée, une citation à l'ordre du corps d'armée, une citation à l'ordre de la brigade.
Il a le droit au port de la fourragère aux couleurs du ruban de la croix de guerre 1914-1918.

## Devise
- "Sans peur sans tache"

## Personnalités ayant servi au78eRI
- Charles Lowenski Fisson Jaubert d'Aubry de Puymorin (1832-1910) alors sous lieutenant
- Paul Pau (1848-1932), sous-lieutenant, lieutenant puis capitaine au régiment en 1869-1870.

## Sources et bibliographie
- À partir du "Recueil d'Historiques de l'Infanterie Française" (général Andolenko - Eurimprim 1969).
- Historique résumé du 78e régiment d'infanterie (et du 3e régiment d'infanterie légère)
- Victor Louis Jean François Belhomme : Histoire de l'infanterie en France 78e régiment d'infanterie Tome 1, Tome 2, Tome 3, Tome 4, Tome 5,